# Narkotikabrottskonventionen
Narkotikabrottskonventionen, eller 1988 års narkotikabrottskonvention, är en konvention som antogs av Förenta nationerna den 20 december 1988 i Wien, och som trädde i kraft den 11 november 1990. 2010 var 184 länder anslutna till konventionen.
Konventionen kompletterar 1961 års allmänna narkotikakonvention och 1971 års psykotropkonvention med ytterligare legala mekanismer, och har som syfte att främja internationellt samarbete mot narkotikabrottslighet. Den innehåller bestämmelser om utlämning av misstänkta och förverkande av narkotika, förverkande av teknisk utrustning som använts vid narkotikabrott, förverkande av vinster och egendom från narkotikabrott, samt husrannsakan och andra polisiära åtgärder i andra länder än det där en misstänkt narkotikabrottsling ställs inför rätta.